# Athene cunicularia
Athene cunicularia còn gọi là cú đào hang là một loài chim trong họ Họ Cú mèo (Strigidae). Loài cú này được tìm thấy trong suốt cảnh quan mở của Bắc và Nam Mỹ. Loài cú này có thể được tìm thấy trong đồng cỏ, vùng đất chăn thả, khu vực canh tác nông nghiệp, sa mạc, hoặc bất kỳ khu vực khô mở khác với thảm thực vật thấp.
Loài cú này thường sinh sống trong hang dưới lòng đất. Hang nơi chúng sinh sống không phải do chúng đào mà là tổ của loài động vật có vú khác như sóc đất. Đây là một trong loài cú nhỏ nhất ở Bắc Mỹ với màu lông đốm nâu và đôi chân dài. Loài cú này ăn loài động vật nhỏ như chuột vào thời gian cuối xuân và đầu hè. Sau đó, chúng chuyên sang ăn côn trùng, chủ yếu là châu chấu và bọ cánh cứng. Ngoài ra, cú đào hang còn ăn chim, động vật lưỡng cư và bò sát.

## Phân loài
Loài này có các phân loài sau:
- A. c. amaura  (Lawrence, 1878)
- A. c. apurensis  (Gilliard, 1940)
- A. c. arubensis  (Cory, 1915)
- A. c. boliviana  (L. Kelso, 1939)
- A. c. brachyptera  (Richmond, 1896)
- A. c. carrikeri  (Stone, 1922)
- A. c. cunicularia  (Molina, 1782)
- A. c. floridana  (Ridgway, 1874)
- A. c. grallaria  (Temminck, 1822)
- A. c. guadeloupensis  Ridgway, 1874
- A. c. guantanamensis  (Garrido, 2001)
- A. c. hypugaea  (Bonaparte, 1825)
- A. c. intermedia  (Berlepsch & Stolzmann, 1902)
- A. c. minor  (Cory, 1918)
- A. c. nanodes  (Berlepsch & Stolzmann, 1902)
- A. c. partridgei  Olrog, 1976
- A. c. pichinchae  (Boetticher, 1929)
- A. c. punensis  (Chapman, 1914)
- A. c. rostrata  (C. H. Townsend, 1890)
- A. c. tolimae  (Stone, 1899)
- A. c. troglodytes  (Wetmore & Swales, 1931)

## Hình ảnh

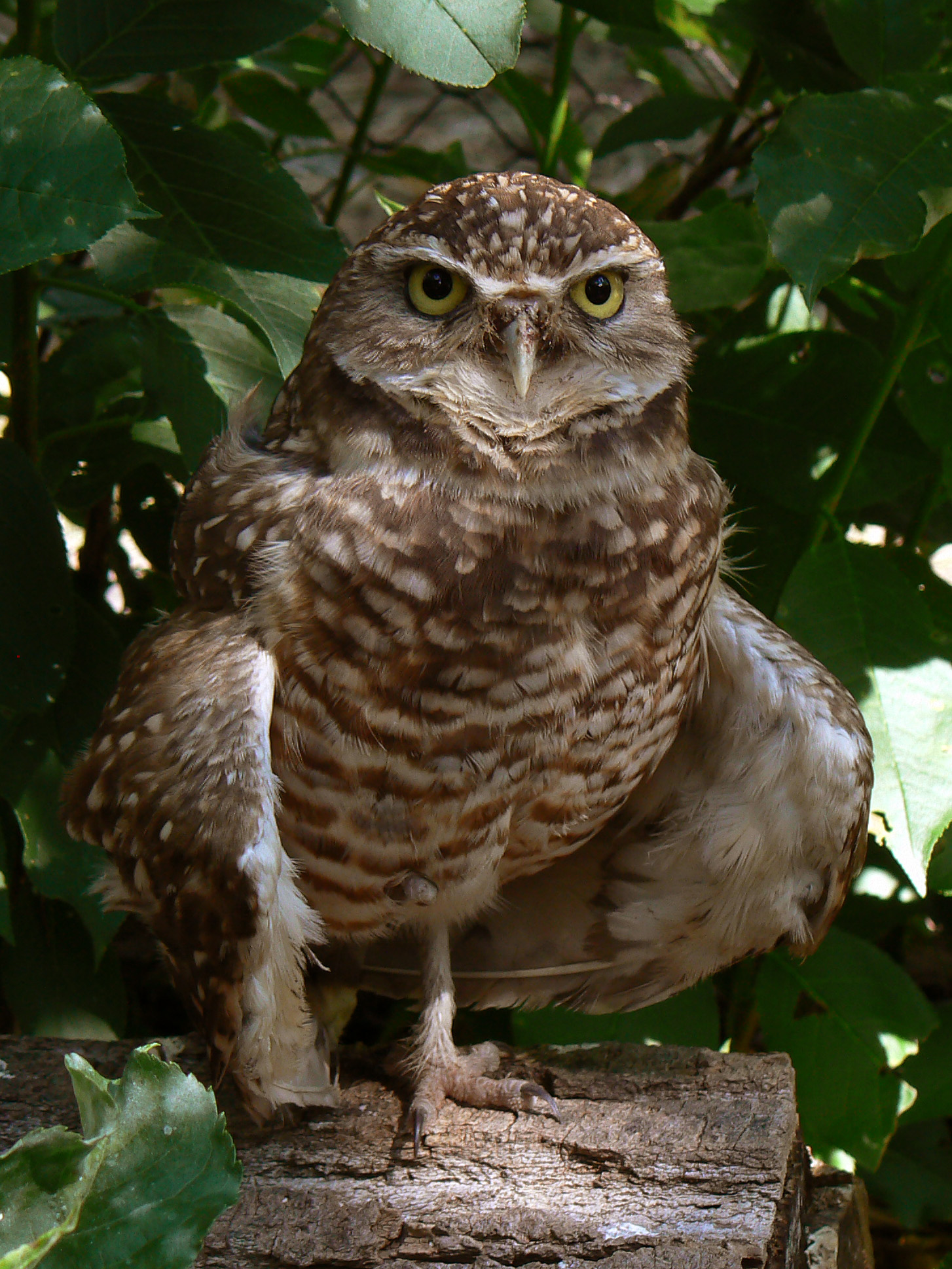
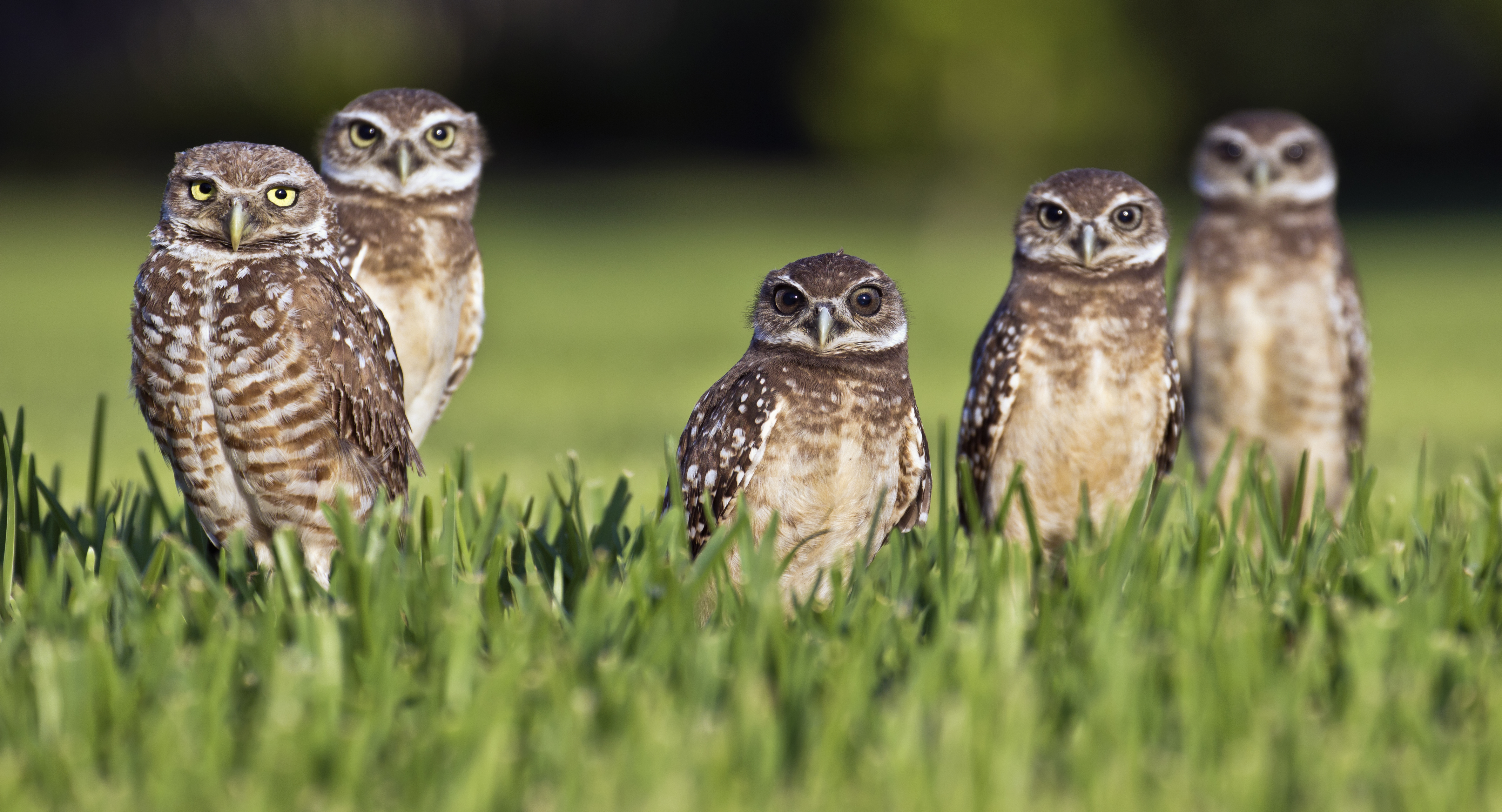
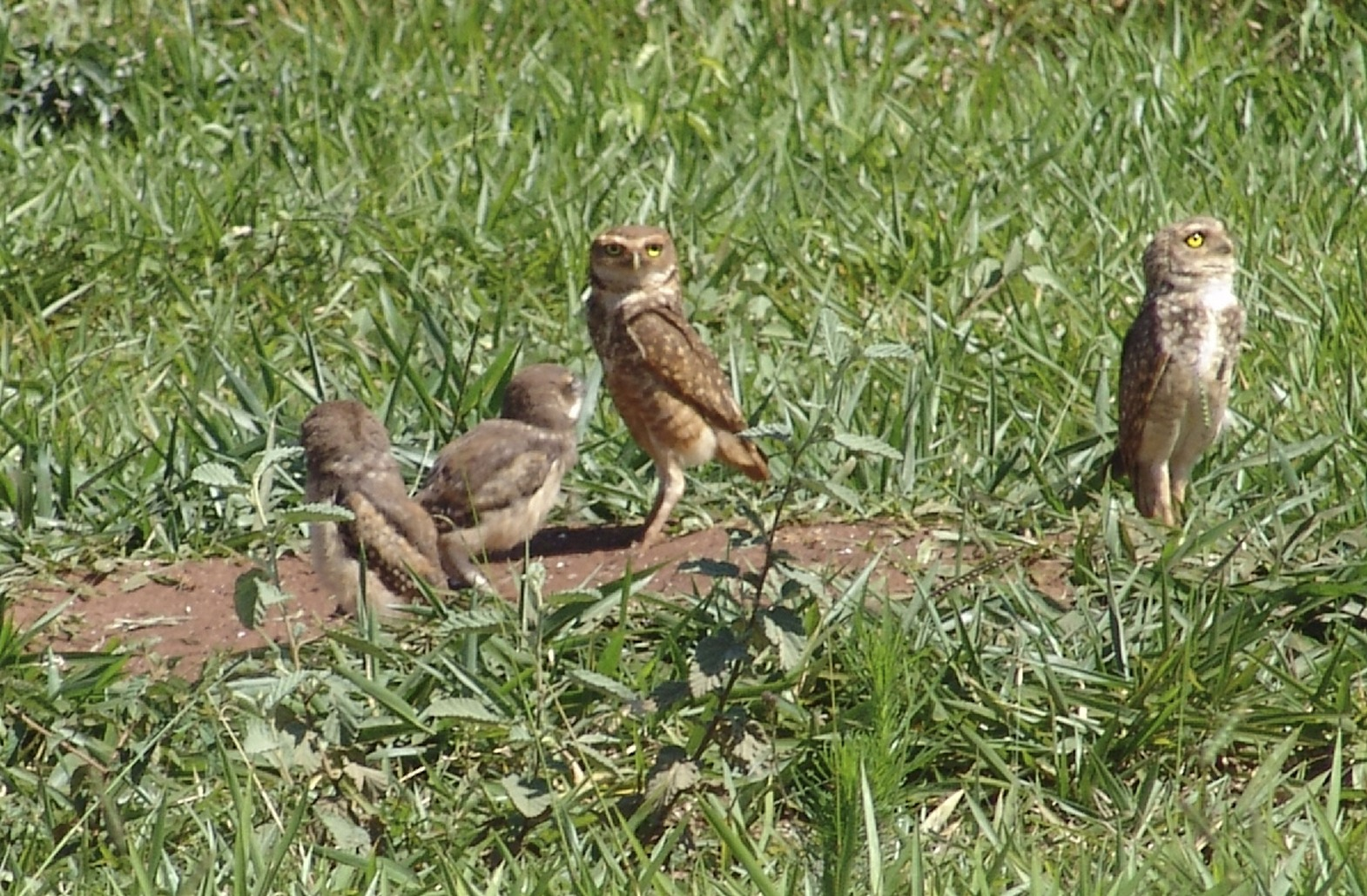
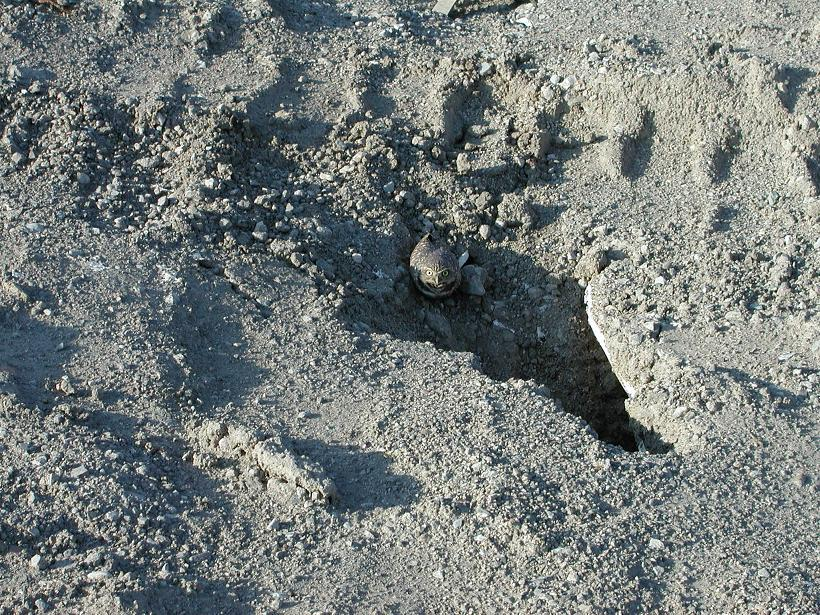
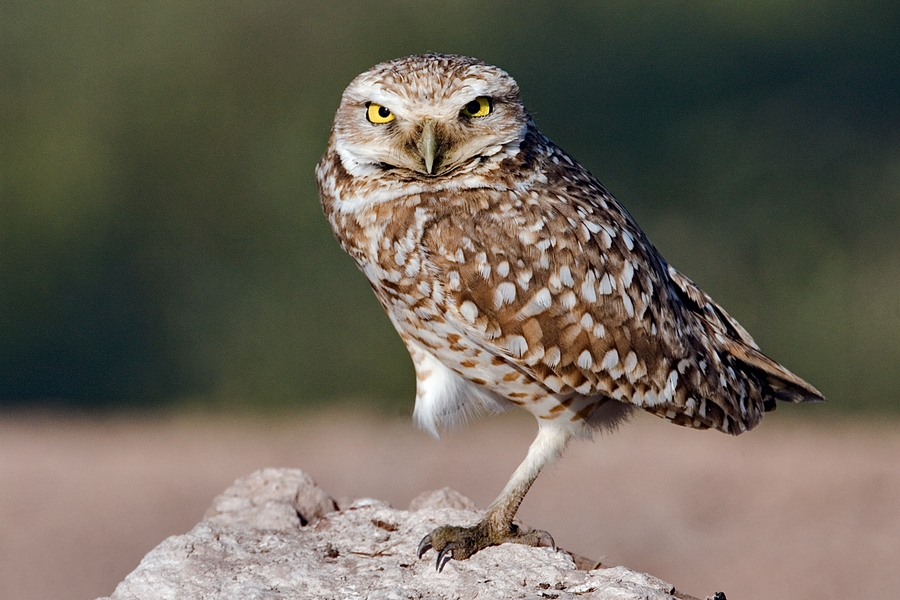
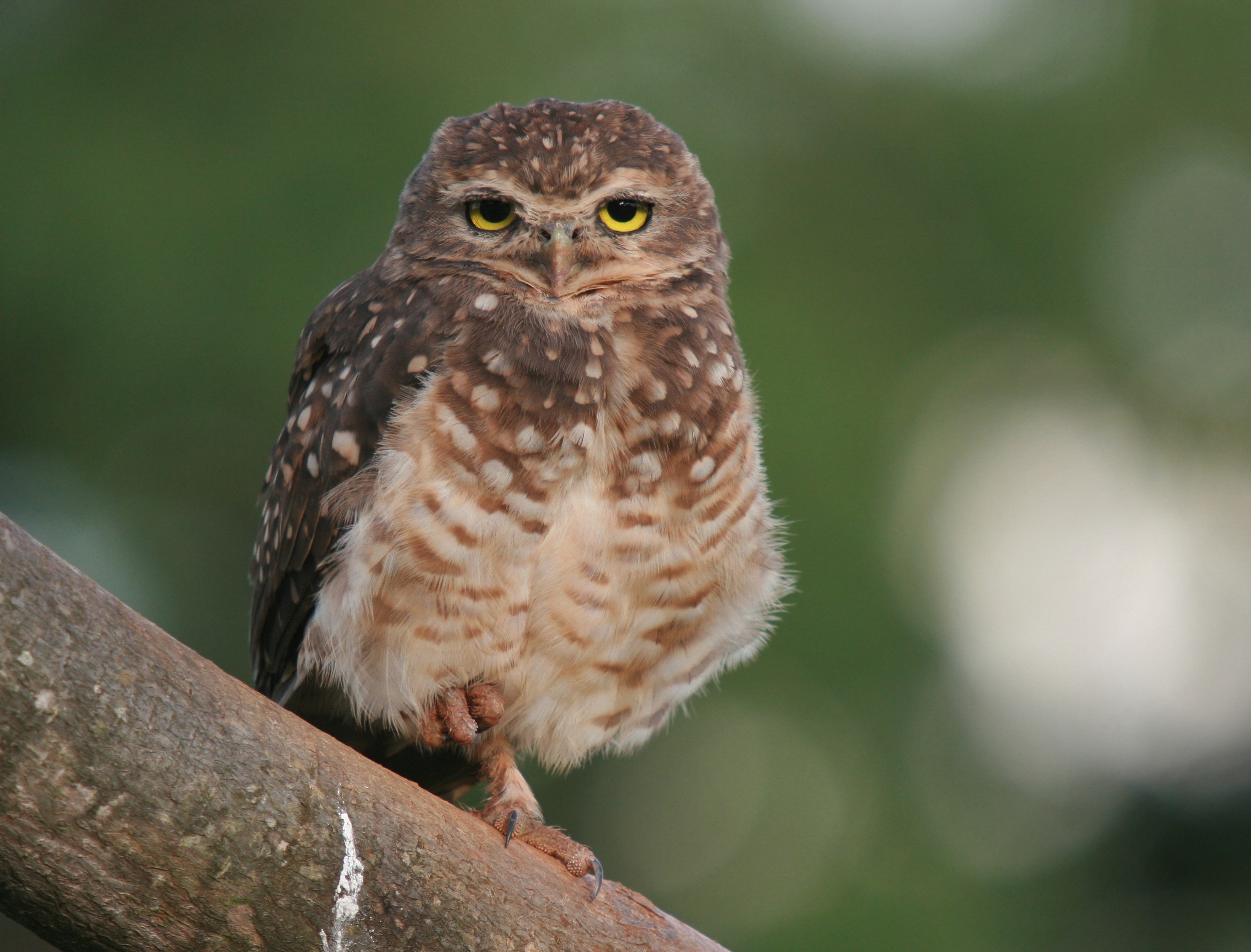

- Tập tin:Tập